# Cirrhinus
Cirrhinus is een geslacht van straalvinnige vissen uit de familie van karpers (Cyprinidae). Het geslacht bestaat uit 11 soorten:
- Cirrhinus chinensis (Valenciennes, 1844)
- Cirrhinus fulungee (Sykes, 1839)
- Cirrhinus macrops Steindachner, 1870
- Cirrhinus microlepis Sauvage, 1878
- Cirrhinus molitorella (Valenciennes, 1844)
- Cirrhinus caudimaculatus (Fowler, 1934)
- Cirrhinus cirrhosus (Bloch, 1795)
- Cirrhinus inornatus Roberts, 1997
- Cirrhinus mrigala (Hamilton, 1822)
- Cirrhinus reba (Hamilton, 1822)
- Cirrhinus rubirostris Roberts, 1997